# Горячеисточненский район
Горячеисточненский район (до 1944 г. Старо-Юртовский район) — административная единица в составе Чечено-Ингушской АО, Чечено-Ингушской АССР и Грозненской области РСФСР. Административный центр — станица Горячеисточненская.

## История
Постановлением Президиума ВЦИК РСФСР от 23 января 1935 года, путём разукрупнения Надтеречного и Грозненского районов, создан Старо-Юртовский район с центром в станице Горячеисточненской..
Указом Верховного Совета СССР от 29 апреля 1944 года район переименован в Горячеисточненский. Зебир-Юртовский сельсовет передан в состав Надтеречного района.
Постановлением ВЦИК РСФСР в 1956 году район упразднен, а его территория вошла в состав Грозненского района.

## Население
По данным Всесоюзной переписи 1939 года:
- чеченцы — 6934 (69,0 %)
- русские — 1475 (14,7 %)
- кумыки — 1337 (13,3 %)
- украинцы — 145 (1,4 %)

## Административный состав
- Аду-Юртовский сельсовет — с. Аду-Юрт
- Горячеисточненский сельсовет — ст. Горячеисточненская
- Зебир-Юртовский сельсовет — с. Зебир-Юрт
- Кень-Юртовский сельсовет — с. Кень-Юрт
- Ново-Юртовский сельсовет — с. Новый-Юрт
- Старо-Юртовский сельсовет — с. Старый-Юрт
- Шеды-Юртовский сельсовет — с. Шеды-Юрт

Указом Президиума Верховного Совета РСФСР от 23 февраля 1945 г. «О переименовании некоторых сельских советов и населенных пунктов Грозненской области», сельсоветы и населенные пункты района получают новые названия:

2. ГОРЯЧЕИСТОЧНЕНСКОГО района — сельский совет Аду-Юртовский переименовать в Правобережный и селение Аду-Юрт в Правобережное;
сельский Совет Кень-Юртовский переименовать в Крутояровский и селение Кень-Юрт в Крутояровка;
сельский Совет Ново-Юртовский переименовать Виноградовский и селение Новый-Юрт в Виноградовка;
сельский Совет Старо-Юртовский переименовать в Толстовский и селение Старый Юрт в Толстово;
сельский Совет Шеды-Юртовский переименовать в Терский и селение Шеды-Юрт в Терское.
— Указ Президиума Верховного Совета РСФСР от 23 февраля 1945 г.